# Đồng Văn (xã)
Đồng Văn là xã thuộc tỉnh Tuyên Quang, Việt Nam.

## Địa lý
Thị trấn Đồng Văn nằm ở trung tâm huyện Đồng Văn, có vị trí địa lý:
- Phía đông giáp huyện Mèo Vạc
- Phía tây giáp xã Thài Phìn Tủng
- Phía nam giáp huyện Mèo Vạc và các xã Thài Phìn Tủng, Tả Phìn, Tả Lủng
- Phía bắc giáp Trung Quốc và xã Má Lé.

Thị trấn Đồng Văn có diện tích 27,65 km², dân số năm 2019 là 7.912 người, mật độ dân số đạt 286 người/km².

## Hành chính
Thị trấn Đồng Văn có 22 thôn, tổ dân phố được chia thành 7 tổ dân phố: 1, 2, 3, 4, 5, 6 7 và 15 thôn.

## Lịch sử
Ngày 31 tháng 3 năm 2009, Chính phủ ban hành Nghị định 11/NĐ-CP về việc:
- Điều chỉnh 617,87 ha diện tích tự nhiên và 1.092 nhân khẩu của xã Đồng Văn về xã Thài Phìn Tủng quản lý
- Thành lập thị trấn Đồng Văn trên cơ sở nguyên trạng 3.030,65 ha diện tích tự nhiên và 5.935 nhân khẩu còn lại của xã Đồng Văn sau khi đã điều chỉnh địa giới hành chính.

Sau khi thành lập, thị trấn Đồng Văn có 3.030,65 ha diện tích tự nhiên và 5.935 người.

## Hình ảnh
- Phố cổ Đồng Văn

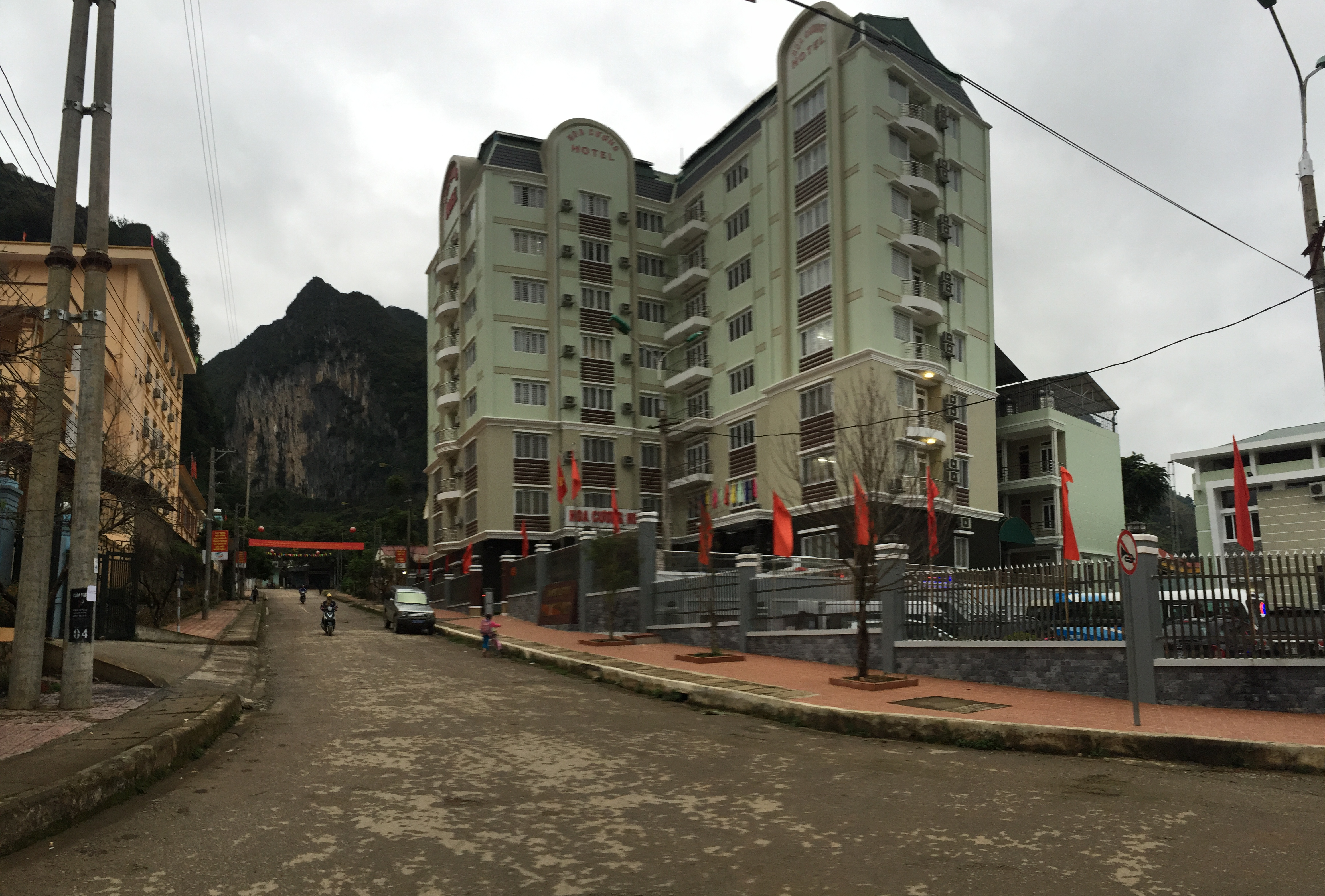
Một khách sạn tại thị trấn Đồng Văn
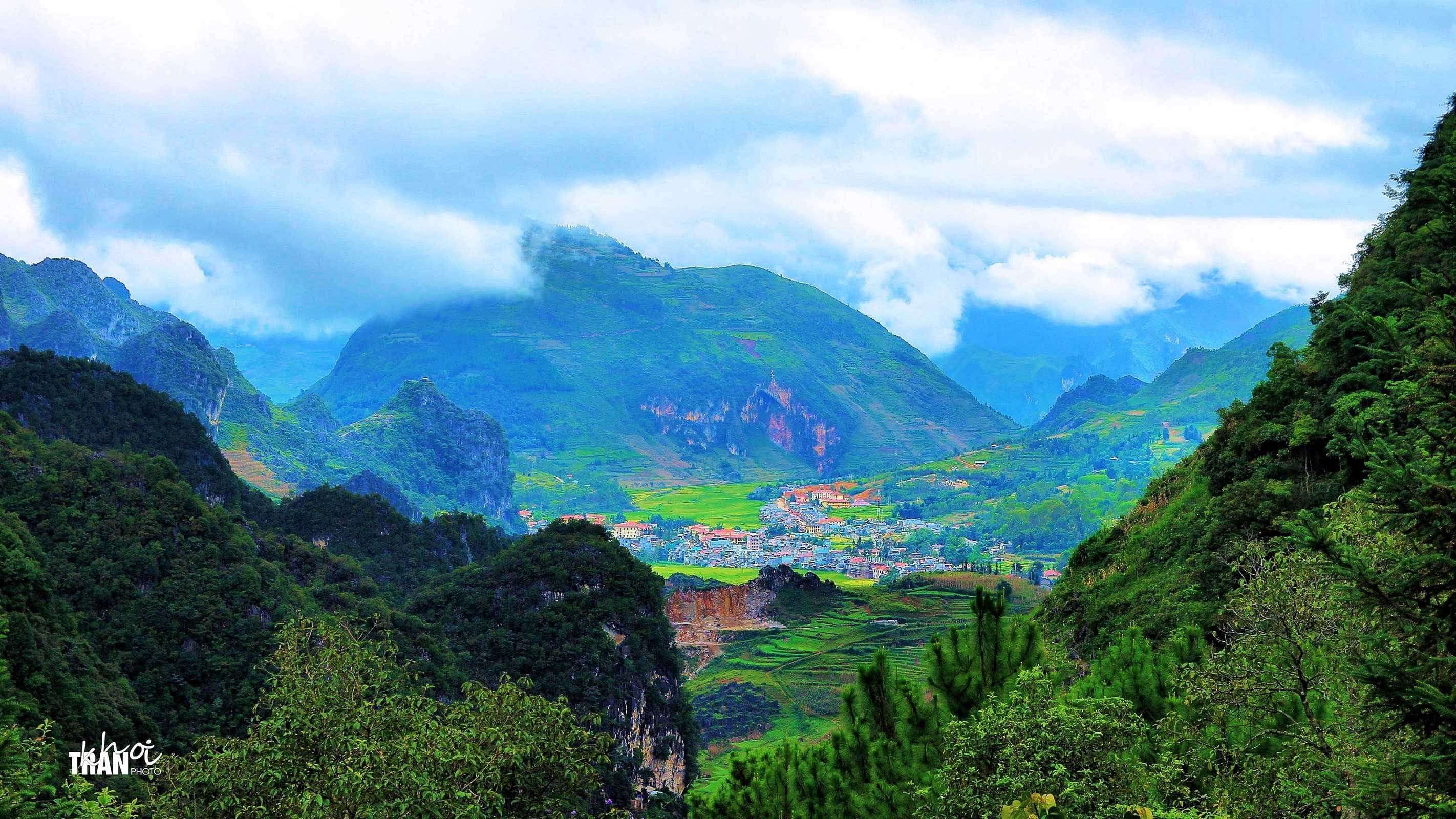
Thị trấn Đồng Văn nhìn từ xa
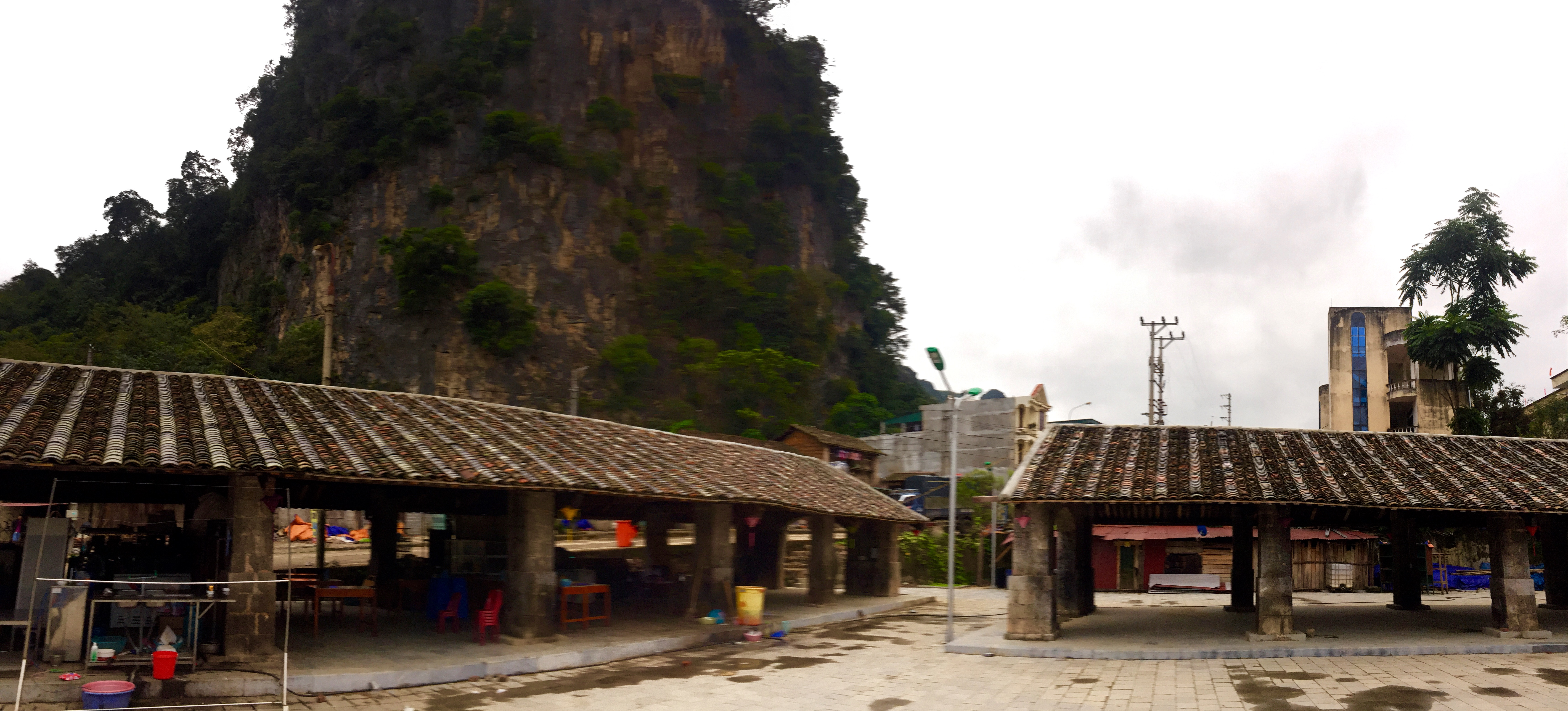
Khu phố cổ ở thị trấn Đồng Văn
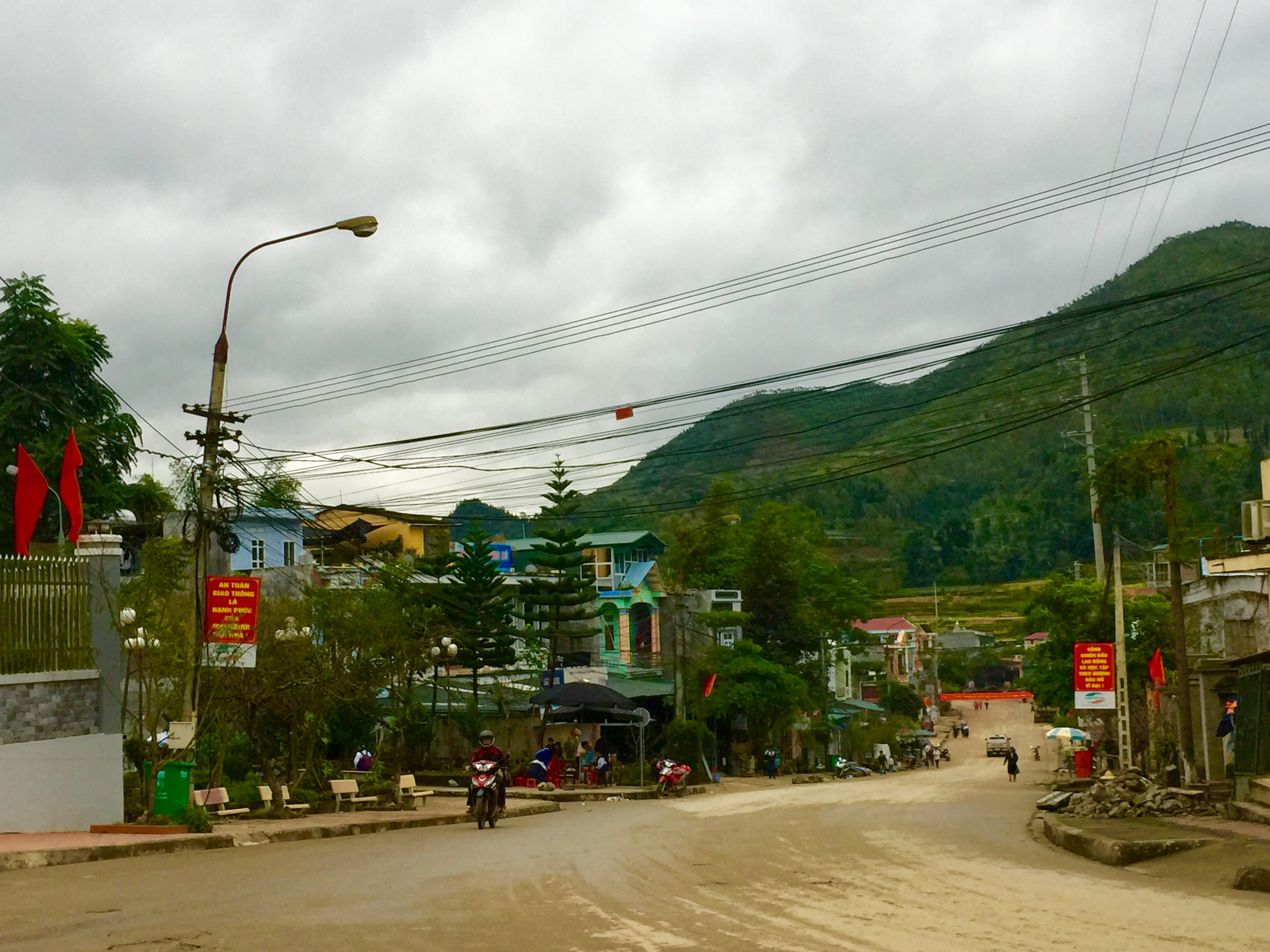
Đường phố Đồng Văn
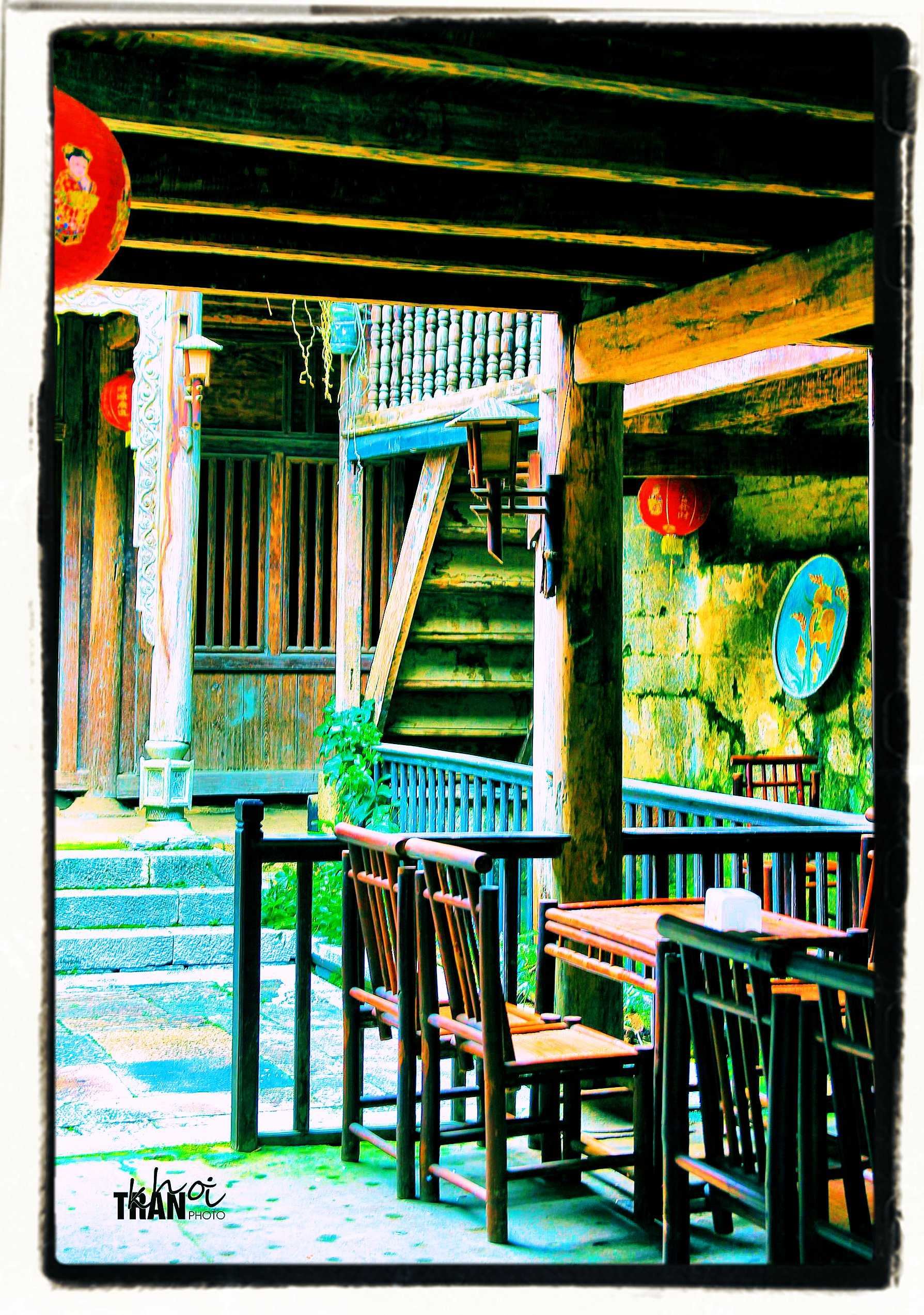
Cà phê phố cổ Đồng Văn
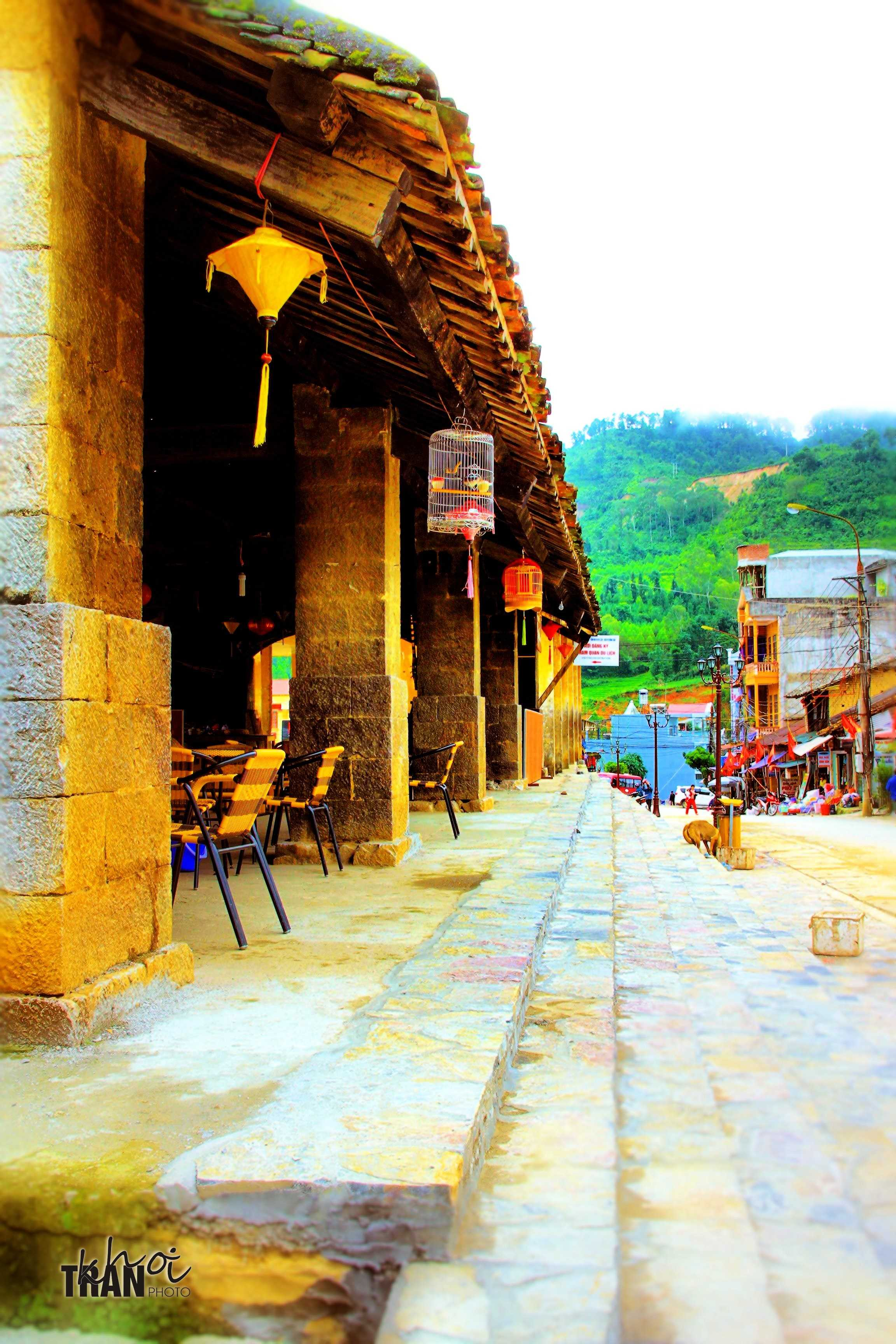
Dọc theo phố cổ Đồng Văn
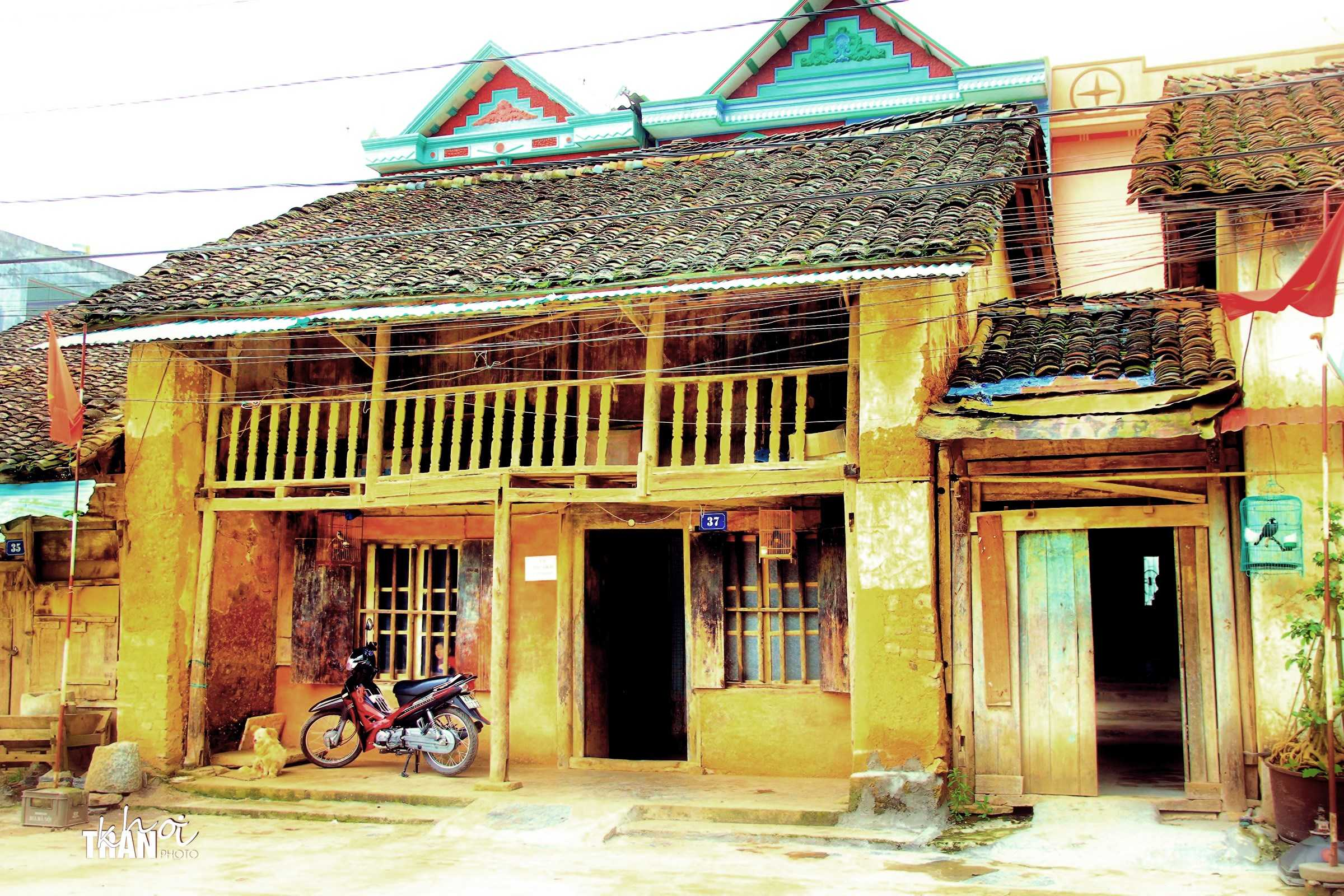
Nhà cổ Đồng Văn